# Adieu, vive clarté
Adieu, vive clarté est un récit roman autobiographique de Jorge Semprún qui se déroule pendant la période précédant son départ dans le camp de concentration de Buchenwald.

## Présentation
« Bientôt nous plongerons dans les froides ténèbres ; Adieu, vive clarté de nos étés trop courts ! »

(Charles Baudelaire - Extrait de Les Fleurs du mal)
Jorge Semprun, né à Madrid en 1923, futur dirigeant du PCE (Parti communiste espagnol), est non seulement le fils d'un diplomate républicain mais aussi le petit-fils d'un Premier ministre du roi Alphonse XII. Il accède à la langue française à travers Baudelaire, à qui il emprunte le titre de ce livre « Adieu, vive clarté... » Lors d'une interview en 1998, il précise que ce livre est « le récit de la découverte de l'adolescence et de l'exil, des mystères de Paris, du monde, de la féminité. Aussi, surtout sans doute, de l'appropriation de la langue française. »
Adieu, vive clarté... évoque la nostalgie de l'exil quand il se rend le plus proche possible de la frontière espagnole à Biriatou : « À Biriatou, de la terrasse ombragée du restaurant, je regardais l'Espagne, sur la rive opposée de la Bidassoa. Le soleil se couchait sur l'océan, invisible, au loin. L'horizon de nuages légers, cotonneux, voguant dans un ciel pâle, était encore rougi par son absence imminente. L'Espagne toute proche, interdite, condamnée à n'être qu'un rêve pour la mémoire. Toute la journée, la lumière d'août qui s'évaporait dans la brume du soir avait été remuée, traversée par des reflets d'automne : du chatoyant, du mordoré, émiettant quelque peu la densité, l'aplomb du soleil estival. Septembre s'insinuait déjà dans le paysage, dans la langueur renouvelée, l'obsolescence des couleurs, la nostalgie rose et bleu des massifs d'hortensias. Orientée au sud, la terrasse du restaurant de Biriatou surplombait le cours de la Bidassoa. Les ombres de cette fin d'après-midi semblaient monter de cette gorge humide sur les versants des collines espagnoles d'Élizondo, juste en face, au sud; de Fontarabie, à l'ouest." »
Il évoque longuement cette période précédant sa déportation au camp de Buchenwald. Il a écrit plusieurs livres sur sa terrible expérience dans ce camp et en particulier en 1994 où il raconte, dans un récit poignant dans sa douloureuse réalité, l'appropriation de ses souvenirs de déporté et les raisons qui ont fait qu'il lui a été impossible d'écrire après son retour de Buchenwald.

## Résumé et contenu
« […] toute mon imagination narrative a semblé aimantée par (le) soleil aride (de Buchenwald), rougeoyant comme la flamme du crématoire. Même dans les récits les plus éloignés de l’expérience personnelle, où tout était vrai parce que je l’avais inventé et non parce que je l’avais vécu, le foyer ancien était à l’œuvre, incandescent ou couvant sous la cendre. »
(Jorge Semprun -  Adieu, vive clarté…)
Dans ce livre, Jorge Semprun parcourt ses souvenirs, autant d'événements qui se suivent et s'entrechoquent pour finalement donner sens à son vécu. « Plus je me remémore, plus le vécu d'autrefois s'enrichit et se diversifie, comme si la mémoire ne s'épuisait pas » écrit-il. La guerre civile qui a ravagé l'Espagne est terminée, le jeune homme part en exil à Paris au début de l'année 1939 pour être interne au lycée Henri-IV. 
« Madrid était tombée et j'étais seul, foudroyé » se souvient-il, évoquant tout à tour la mort prématurée de sa mère -il a à peine neuf ans- celle du poète Antonio Machado que son père lui avait fait connaître et sa rencontre avec une jeune femme qu'il trouve « éblouissante » mais qu'il qualifie de quelque peu « ravagée » quand il la revoit dix ans plus tard dans un bar de Biarritz. Semprun écrit aussi à cette époque une pièce de théâtre sur une jeune femme « belle, intelligente et courageuse » Le retour de Carola Neher. 
Il relativise et en arrive à cette conclusion que « La vie en soi, pour elle-même, n'est pas sacrée : il faudra bien s'habituer à cette terrible nudité métaphysique. » 
Il se tourne alors vers la littérature, dévore Charles Baudelaire mais aussi des auteurs comme Arthur Rimbaud, Jean-Paul Sartre, Paul Nizan, André Malraux, Jean Giraudoux et le Palude d'André Gide : s'approprier la langue française lui permet « un enracinement dans l'univers. » Il note que « face aux Français, j'étais séduit mais la langue espagnole ne cessa pas pour autant d'être mienne. En somme, du point de vue de la langue, je ne devins pas Français mais bilingue. »
C'est de cette ambivalence culturelle et linguistique qu'il traite dans un autre ouvrage intitulé L'Algarabie.